# Yūzaburō Otokawa
Yūzaburō Otokawa (japanisch 乙川 優三郎, * 17. Februar 1953 in Tōkyō) ist ein japanischer Schriftsteller. Er ist vor allem für seine historischen Romane bekannt, hat aber auch zeitgenössische Literatur verfasst. Sein bürgerlicher Name lautet Toyo Shimada (島田 豊).

## Leben und Werk
Otokawa wurde in Tōkyō geboren, zog aber kurz nach der Geburt mit seiner Familie in die Präfektur Chiba. Nach dem Abschluss der Präfektur-Oberschule Kōnodai besuchte er eine Fachschule für Hotel- und Tourismuswesen und arbeitete im Anschluss in verschiedenen in- und ausländischen Hotels. Später war er unternehmerisch tätig und arbeitete auch im Bereich maschineller Übersetzung.
Zur Schriftstellerei kam er der Überlieferung nach, als ein im alkoholisierten Zustand verfasster Text es überraschend in die Endauswahl eines Literaturwettbewerbs schaffte.
Bekannt wurde Otokawa vor allem durch historische Romane (時代物, Jidaimono). Mit dem Roman Sekiryō sanmyaku (脊梁山脈, Das Rückgratgebirge) wandte er sich 2013 erstmals einem Gegenwartsstoff zu. Als stilistisches Vorbild nennt er selbst Yamamoto Shūgorō.
Für sein Werk wurde Otokawa mehrfach ausgezeichnet. 2001 erhielt er den Yamamoto-Shūgorō-Preis für Gonen no ume (五年の梅, Fünf Jahre Pflaumenblüte), 2002 folgte der Naoki-Preis für Ikiru (生きる, Leben).

## Werke (Auswahl)

### Romane
- Kiri no hashi (霧の橋, Brücke im Nebel), 1997
- Kichiji (喜知次, Kichiji), 1998
- Tsubakiyama (椿山, Tsubaki-Berg), 1998
- Okuu (屋烏, Haus und Krähe), 1999
- Kadzura no hashibashi (蔓の端々, Ranken an den Rändern), 2000
- Gonen no ume (五年の梅, Fünf Jahre Pflaumenblüte), 2000
- Kazurano (かずら野, Rankenfeld), 2001
- Ikiru (生きる, Leben), 2002
- Fuyu no shirube (冬の標, Winterzeichen), 2002
- Bukeyōjinshū (武家用心集, Samuraischutzgeschichten), 2003
- Kaihō (芥火, Feuer in der Asche), 2004
- Mukōdanbara-tei (むこうだんばら亭, Gasthaus jenseits der Felder), 2005
- Sazanami jōwa (さざなみ情話, Gefühlvolle Wellen), 2006
- Shigure no oka (時雨の岡, Hügel im Herbstregen), 2006
- Otoko no en (男の縁, Männerbande), 2006
- Tsuyu no tamagaki (露の玉垣, Perlenzaun im Tau), 2007
- Yami no hanatachi (闇の華たち, Blumen der Dunkelheit), 2009
- Shōyō no kisetsu (逍遥の季節, Zeit des Umherschweifens), 2009
- Uruwashiki kajitsu (麗しき花実, Wunderbare Frucht), 2010
- Sekiryō sanmyaku (脊梁山脈, Das Rückgratgebirge), 2013
- Towairaito shaffuru (トワイライト・シャッフル, Twilight Shuffle), 2014
- Taiyō wa ki o ushinau (太陽は気を失う, Die Sonne verliert das Bewusstsein), 2015
- Rogosu no ichi (ロゴスの市, Die Stadt des Logos), 2015
  - ital. La fiera delle parole,[1] 2023, ISBN 978-88-6564-429-4
- R.S. Virasen'yōru (R.S.ヴィラセニョール, R.S. Villaseñor), 2017
- Aru hi ushinawazu ni sumu mono (ある日 失わずにすむもの, Was wir eines Tages nicht verlieren sollten), 2018
- Nijūgo nen go no dokusho (二十五年後の読書, Lesen nach 25 Jahren), 2018
- Kono chijō ni oite watashitachi o manzoku saseru mono (この地上において私たちを満足させるもの, Was uns auf dieser Erde zufriedenstellt), 2018
- Chisaki (地先, Küstenvorland), 2019
- Nain sutōrīzu (ナインストーリーズ, Nine Stories), 2021
- Ano haru ga yuki kono natsu ga kite (あの春がゆき この夏がきて, Jener Frühling verging, dieser Sommer kam), 2021
- Sennetsu (潜熱, Latente Hitze), 2022
- Kunio Banpurūsen (クニオ・バンプルーセン, Kunio Bampleussen), 2023
- Risshū (立秋, Herbstbeginn), 2024

## Auszeichnungen (Auswahl)
- 1996: Ōru Yomimono-Nachwuchspreis für Yabu tsubame
- 1997: Preis für historische Romane für Kiri no hashi
- 2001: Yamamoto-Shūgorō-Preis für Gonen no ume
- 2002: Naoki-Preis für Ikiru
- 2004: Nakayama-Yoshihide-Literaturpreis für Bukeyōjinshū
- 2013: Ōbutsu-Jirō-Preis für Sekiryō sanmyaku
- 2016: Kunstförderpreis des Kultusministers für Taiyō wa ki o ushinau
- 2017: Shimase-Preis für Liebesgeschichten für Rogosu no ichi